# (16875) 1998 BD4
1998 بي دي 4 (ويعرف أيضًا باسم (16875) 1998 بي دي 4 وفق تسمية الكوكب الصغير) (بالإنجليزية: 1998 BD4)‏ هو كويكب ضمن حزام الكويكبات؛ وترتيبه 16875 من حيث الاكتشاف.
اكتُشف هذا الجُرم الفلكي بواسطة تاكيشي أوراتا ‏ في 20 يناير 1998.

## وصلات خارجية
- (16875) 1998 BD4 في قاعدة بيانات مختبر الدفع النفاث لأجرام النظام الشمسي الصغيرة

- الاكتشاف · مخطط المدار ·  العناصر المدارية · المعلمات المادية

- (16875) 1998 BD4 على موقع ويكي سكاي: DSS2, SDSS, GALEX, IRAS, Hydrogen α, X-Ray, Astrophoto, Sky Map, Articles and images